# Macroptychaster accrescens
Macroptychaster accrescens är en sjöstjärneart som först beskrevs av Jean Baptiste François René Koehler 1920.  Macroptychaster accrescens ingår i släktet Macroptychaster och familjen kamsjöstjärnor. Inga underarter finns listade i Catalogue of Life.